# TTL 7436

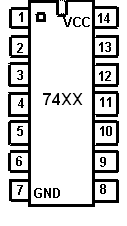
Circuito integrado 7436

O circuito TTL 7436 é um dispositivo TTL encapsulado em um invólucro DIP de 14 pinos que contém quatro portas NOR de duas entradas. A pinagem é diferente do TTL 7402.

## Tabela-verdade
{\displaystyle /Y={\overline {A+B}}}
| A (entrada) | B (entrada) | /Y (saída) |
| ----------- | ----------- | ---------- |
| L           | L           | H          |
| L           | H           | L          |
| H           | L           | L          |
| H           | H           | L          |

H (nível lógico alto)
L (nível lógico baixo)